# Caos (geologia)

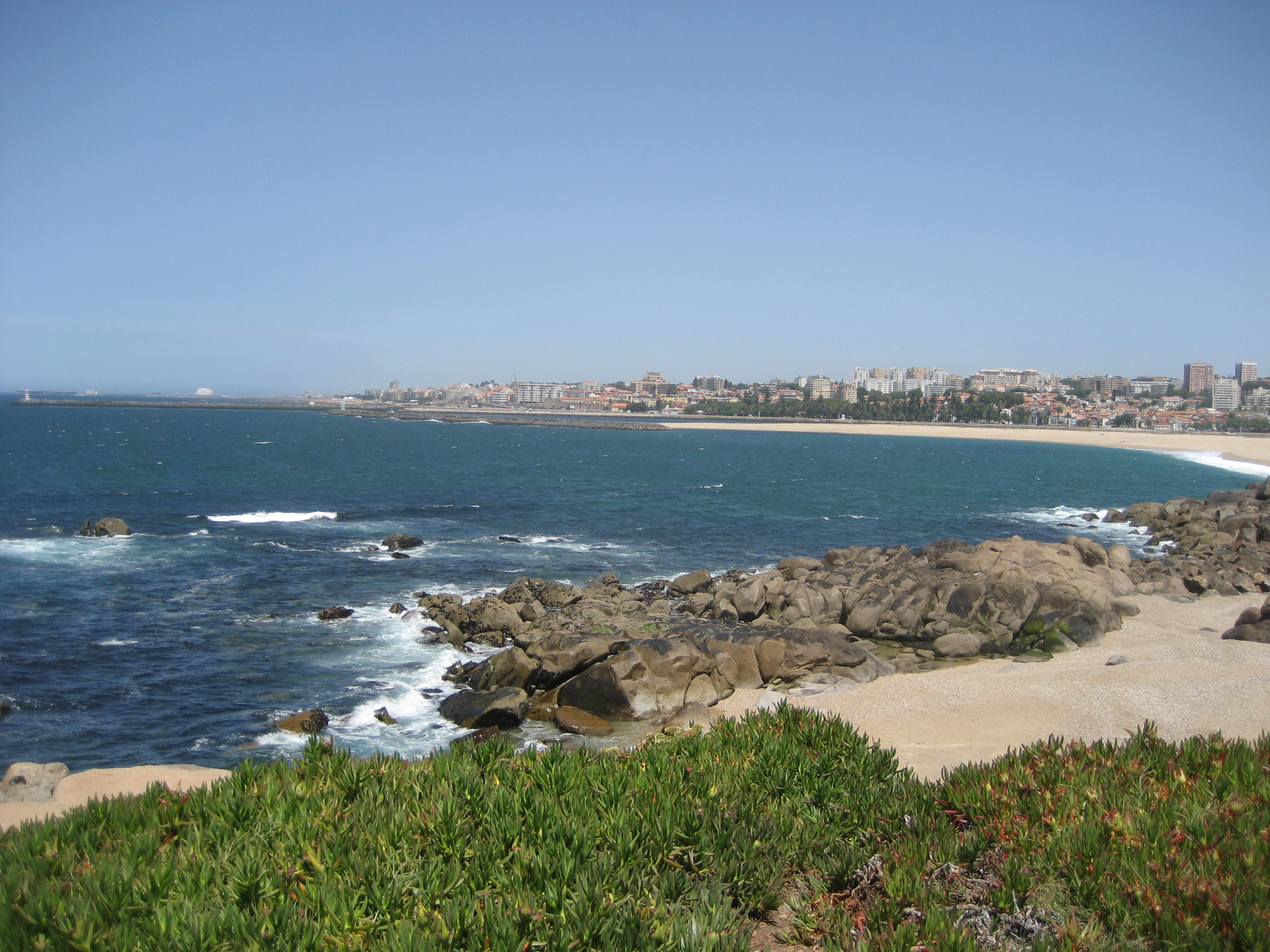
Caos de blocos na foz do rio Douro

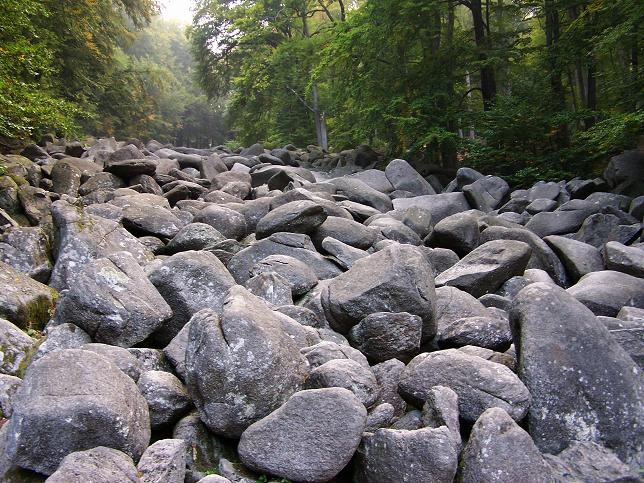
Caos de blocos em Lautertal

Em geologia, caos, caos de blocos ou caos granítico são superfícies cobertas por blocos de forma arredondada resultantes da fissuração de rochas granitoides. Muitos dos blocos deslocam-se da parte superior do afloramento principal e acumulam-se a pouca distância. Estão geralmente associados aos climas alpino e subpolar e a zonas periglaciais. Acredita-se que tenham sido formados por crioclastia abaixo da superfície. Uma teoria alternativa sugere que os caos de blocos modernos possam ter origem na meteorização química ocorrida durante o Neogeno.